# Urokodia aequalis
L'urokodia (Urokodia aequalis) è un misterioso animale estinto, appartenente agli artropodi. Visse nel Cambriano inferiore (circa 515 milioni di anni fa), e i suoi resti sono stati ritrovati in Cina, nel giacimento di Maotianshan.

## Descrizione
La forma di questo animale era allungata e relativamente appiattita; di norma non doveva superare i 3,5 centimetri di lunghezza. Il corpo era costituito da una serie di segmenti (tergiti), di solito in numero di 14, che lo rendevano simile a quello di un millepiedi. Alle due estremità del corpo erano presenti due grandi aree spinose, che proteggevano capo e coda. La testa era fornita di due spine anteriori e tre paia di spine in posizione laterale; la coda era dotata di una struttura quasi identica, a tal punto che gli studiosi ritennero che le due strutture fossero morfologicamente identiche. Un esemplare scoperto successivamente e conservato in modo migliore ha mostrato che in realtà la coda era dotata di due coppie di grandi spine e numerose spine più piccole; in ogni caso, non è certo se questo esemplare appartenesse o meno alla stessa specie. L'unica parte molle conosciuta è una struttura simile a un'antenna corta e forte. 

## Classificazione
Non è facile riconoscere le possibili affinità di un animale come Urokodia; l'aspetto bizzarro e, soprattutto, la mancanza di esemplari in cui si siano conservate parti molli impediscono una corretta classificazione. È comunque ragionevole supporre un'appartenenza agli artropodi, visto il tipo di organizzazione corporea, anche se non sono note le classiche appendici biramate. In tutto sono stati ritrovati una quindicina di esemplari. 

## Habitat
Dal momento che non sono conosciute appendici di alcun tipo, è impossibile supporre con ragionevolezza la dieta di questo animale. Il modo di nutrirsi dell'urokodia rimane pertanto un mistero. La forma del corpo, in ogni caso, indica che probabilmente questo animale viveva sul fondale marino.